# Groove Merchant
Groove Merchant è stata un'etichetta discografica statunitense di jazz e R&B negli anni '70. Era gestita dal produttore Sonny Lester e distribuita dalla Pickwick Records. Tra gli artisti degni di nota figuravano Chick Corea, O'Donel Levy, Buddy Rich, Jimmy McGriff, Lonnie Smith e Lionel Hampton. Lester avrebbe in seguito chiuso la Groove Merchant e l'avrebbe ristrutturata come Lester Radio Corporation, o LRC. La TK Records fu distributore per un periodo. Lester conserva ancora i diritti sul catalogo posteriore Groove Merchant/LRC e li distribuisce in modo indipendente su compact disc.

## Discografia

### Serie 500
La Serie Groove Merchant 500 consisteva di 34 album pubblicati tra il 1971 e il 1974.
| Catalogo | Artista                                                        | Album                                             | Note |
| -------- | -------------------------------------------------------------- | ------------------------------------------------- | --- |
| GM 501   | O'Donel Levy                                                   | Black Velvet                                      | |
| GM 502   | Junior Parker                                                  | You Don't Have To Be Black To Love The Blues      | Titolo britannico: Blue Shadows Falling                                                                     |
| GM 503   | Jimmy McGriff                                                  | Groove Grease                                     | |
| GM 504   | Joe Thomas                                                     | Joy of Cookin'                                    | |
| GM 505   | Groove Holmes                                                  | American Pie                                      | |
| GM 506   | Jimmy McGriff                                                  | Let's Stay Together                               | |
| GM 507   | O'Donel Levy                                                   | Breeding of Mind                                  | |
| GM 508   | Lucky Thompson                                                 | Goodbye Yesterday                                 | |
| GM 509   | Jimmy McGriff                                                  | Fly Dude                                          | |
| GM 510   | Dakota Staton                                                  | Madame Foo-Foo                                    | |
| GM 511   | Reuben Wilson                                                  | The Sweet Life                                    | |
| GM 512   | Groove Holmes                                                  | Night Glider                                      | |
| GM 513   | Junior Parker                                                  | Love Ain't Nothin' But a Business Goin' On        | originariamente pubblicato come The Outside Man su Capitol                                                  |
| GM 514   | Larry Willis                                                   | Inner Crisis                                      | |
| GM 515   | Jimmy McGriff / Lucky Thompson + George Freeman + O'Donel Levy | Concert: Friday the 13th - Cook County Jail       | Album split dal vivo                                                                                        |
| GM 516   | Ramon Morris                                                   | Sweet Sister Funk                                 | |
| GM 517   | Lucky Thompson                                                 | I Offer You                                       | |
| GM 518   | O'Donel Levy                                                   | Dawn of a New Day                                 | |
| GM 519   | George Freeman                                                 | New Improved Funk                                 | |
| GM 520   | Jimmy McGriff and Groove Holmes                                | Giants of the Organ Come Together                 | |
| GM 521   | Dakota Staton                                                  | I Want a Country Man                              | |
| GM 522   | Carmen McRae                                                   | It Takes a Whole Lot of Human Feeling             | |
| GM 523   | Reuben Wilson                                                  | The Cisco Kid                                     | |
| GM 524   | Nessuna pubblicazione per questo numero del pezzo              | Nessuna pubblicazione per questo numero del pezzo | Nessuna pubblicazione per questo numero del pezzo                                                           |
| GM 525   | Mike Longo                                                     | Funkia                                            | |
| GM 526   | O'Donel Levy                                                   | Simba                                             | |
| GM 527   | Groove Holmes                                                  | New Groove                                        | |
| GM 528   | Buddy Rich                                                     | The Roar of '74                                   | |
| GM 529   | Jimmy McGriff                                                  | If You're Ready Come Go with Me                   | Compilazione con brani da Soul Sugar, Groove Grease, Let's Stay Together e Fly Dude, più due brani inediti. |
| GM 530   | Chick Corea                                                    | Sundance                                          | Ristampa del GM 2202                                                                                        |
| GM 531   | Carmen McRae                                                   | Ms. Jazz                                          | |
| GM 532   | Dakota Staton                                                  | Ms. Soul                                          | |
| GM 533   | Zoot Sims and Bucky Pizzarelli + Buddy Rich                    | Nirvana                                           | |
| GM 534   | Jimmy McGriff                                                  | The Main Squeeze                                  | |
| GM 535   | O'Donel Levy                                                   | Everything I Do Gonna Be Funky                    | |

### Serie 2200
La Serie 2200, pubblicata nel 1972, consisteva di cinque album che contenevano materiale precedentemente pubblicato e/o non pubblicato prodotto da Sonny Lester per altre varie etichette.
| Catalogo | Artista                         | Album                              | Note |
| -------- | ------------------------------- | ---------------------------------- | --- |
| GM 2201  | Count Basie                     | Evergreens                         | originariamente pubblicato come Basic Basie su MPS.                                                                                   |
| GM 2202  | Chick Corea                     | Sundance                           | brani inediti delle sessioni di registrazione di "Is" per Solid State.                                                                |
| GM 2203  | Jimmy McGriff                   | Black and Blues                    | doppio LP di materiale inedito registrato intorno al 1963.                                                                            |
| GM 2204  | Jeremy Steig                    | Fusion                             | doppio LP contenente brani originariamente pubblicati come Energy su Capitol, insieme ad un intero LP (7 brani) di materiale inedito. |
| GM 2205  | Jimmy McGriff and Junior Parker | Good Things Don't Happen Every Day | originariamente pubblicato come The Dudes Doin' Business su Capitol.                                                                  |

### Serie 3300
La Serie 3300 consisteva di sedici album pubblicati tra il 1973 e il 1976.
| Catalogo | Artista                         | Album                          | Note                                                                                 |
| -------- | ------------------------------- | ------------------------------ | ------------------------------------------------------------------------------------ |
| GM 3300  | Jimmy McGriff and Groove Holmes | Giants of the Organ in Concert | Set di 2LP dal vivo                                                                  |
| GM 3301  | Buddy Rich                      | Very Live at Buddy's Place     |                                                                                      |
| GM 3302  | Buddy Rich and Lionel Hampton   | Transition                     |                                                                                      |
| GM 3303  | Buddy Rich                      | The Last Blues Album Volume 1  | Successivamente pubblicato su LRC come Loot To Boot con il nome di Illinois Jacquet. |
| GM 3304  | Mike Longo                      | 900 Shares of the Blues        |                                                                                      |
| GM 3305  | George Freeman                  | Man & Woman                    |                                                                                      |
| GM 3306  | Lee Konitz                      | Chicago 'n All That Jazz       |                                                                                      |
| GM 3307  | Buddy Rich                      | Big Band Machine               |                                                                                      |
| GM 3308  | Lonnie Smith                    | Afro–desia                     |                                                                                      |
| GM 3309  | Jimmy McGriff                   | Stump Juice                    |                                                                                      |
| GM 3310  | Joe Thomas                      | Masada                         |                                                                                      |
| GM 3311  | Jimmy McGriff                   | The Mean Machine               |                                                                                      |
| GM 3312  | Lonnie Smith                    | Keep on Lovin'                 | Ristampato nel 1977 su LRC/T.K. 9312                                                 |
| GM 3313  | O'Donel Levy                    | Windows                        | Ristampato nel 1977 su LRC/T.K. 9313                                                 |
| GM 3314  | Jimmy McGriff                   | Red Beans                      | Ristampato nel 1977 su LRC/T.K. 9314                                                 |
| GM 3315  | Joe Thomas                      | Feelin's from Within           | Ristampato nel 1977 su LRC/T.K. 9315                                                 |

### Serie 4000
La Serie 4000, pubblicata tra il 1974 e il 1975, consisteva di dodici doppie di compilation su LP di materiale precedentemente pubblicato.
| Catalogo | Artista                       | Album            | Note |
| -------- | ----------------------------- | ---------------- | --- |
| GM 4400  | Lionel Hampton                | The Works!       | materiale successivamente pubblicato come singoli LP: Hamp's Big Band Live! su Glad-Hamp e Good Vibes su 51 West/CBS                                                                               |
| GM 4401  | Carmen McRae                  | Velvet Soul      | compila It Takes a Whole Lot of Human Feeling e Ms. Jazz |
| GM 4402  | Groove Holmes                 | Hunk–a–Funk      | compila Night Glider e New Groove |
| GM 4403  | Jimmy McGriff                 | Flyin' Time      | compila Fly Dude e Let's Stay Together |
| GM 4404  | Reuben Wilson                 | Bad Stuff!       | compila The Sweet Life e The Cisco Kid |
| GM 4405  | Vari Artisti                  | Blues in Concert | compila selezioni da Jimmy McGriff/Junior Parker, Very Live at Buddy's Place, Concert: Friday the 13th - Cook County Jail, Giants of the Organ in Concert, più due brani dal vivo di Dakota Staton |
| GM 4406  | Chick Corea / Mike Longo      | Piano Giants     | compila Sundance e Funkia |
| GM 4407  | Buddy Rich                    | Tuff Dude!       | compila The Roar of '74 e Very Live at Buddy's Place |
| GM 4408  | O'Donel Levy                  | Hands of Fire    | compila Black Velvet e Simba) |
| GM 4409  | Jimmy McGriff e Groove Holmes | Supa Cookin      | compila Giants of the Organ Come Together e il primo LP deiGiants of the Organ in Concert set di 2 LP                                                                                              |
| GM 4410  | Dakota Staton                 | Confessin        | compila Madame Foo-Foo e I Want a Country Man |
| GM 4411  | Lucky Thompson                | Illuminations    | compila Goodbye Yesterday e I Offer You |